# بيتر فيسخرهوف
بيتر فيسخرهوف (بالهولندية: Peter Wisgerhof)‏ (19 نوفمبر 1979 فاخينينجن هولندا - ) هو لاعب كرة قدم هولندي، يلعب كمدافع.

## روابط خارجية
- بيتر فيسخرهوف على موقع قاعدة بيانات كرة القدم.إي يو (الإنجليزية)
- بيتر فيسخرهوف على موقع ناشيونال فوتبول تيمز (الإنجليزية)
- بيتر فيسخرهوف على موقع Soccerway.com (الإنجليزية)
- بيتر فيسخرهوف على موقع عالم كرة القدم.نت (الإنجليزية)
- بيتر فيسخرهوف على موقع AS.com (الإسبانية)